# Bezděz (Berg)
Der Bezděz (deutsch: Bösig) ist ein Berg nahe dem gleichnamigen Ort Bezděz (Schloßbösig) unweit von Doksy (Hirschberg am See) im Liberecký kraj in Tschechien. Auf dem Gipfel befindet sich die weithin sichtbare Burg Bezděz (Burg Bösig), welche König Přemysl Ottokar II. im Jahr 1264 erbauen ließ und noch gut erhalten ist.
Gemeinsam mit dem Malý Bezděz (Neuberg) bildet der Berg die markante Doppelformation der Bösige. Die Bösige mit der Burg sind aufgrund ihres markanten, landschaftsprägenden Aussehens ein Wahrzeichen Nordböhmens. Die Landschaft inspirierte viele Künstler, vor allem den romantischen Dichter Karel Hynek Mácha. Nach ihm wurde der am Fuß der Bergformation liegende See benannt (Máchovo jezero).
Wegen seines urwaldartigen Buchenbestandes und der wärmeliebenden Flora und Fauna wurde der Berg zusammen mit dem benachbarten Malý Bezděz 1949 als Nationales Naturreservat unter staatlichen Schutz gestellt.

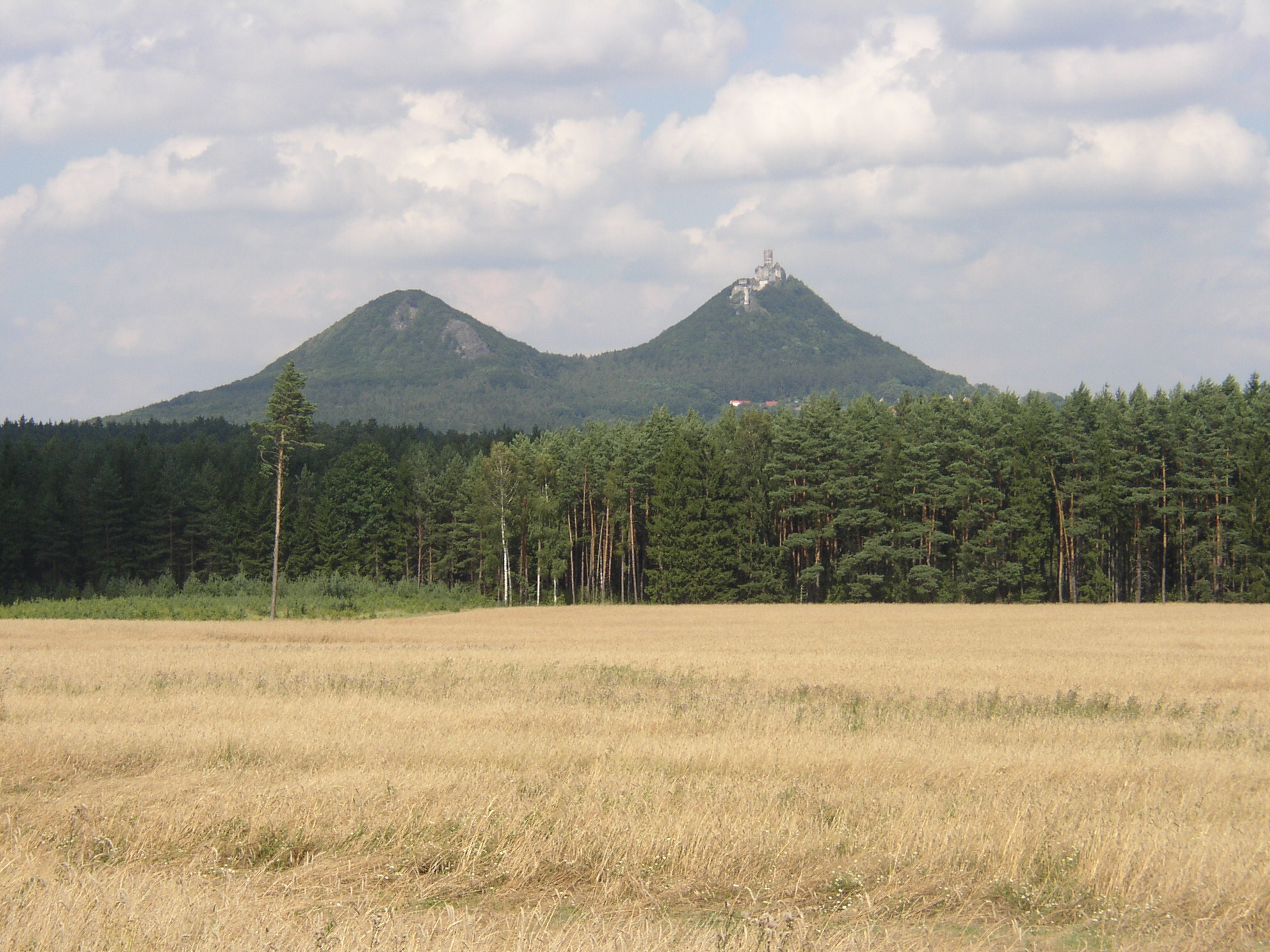
Die Bösige von Südwesten, rechts der Bezděz
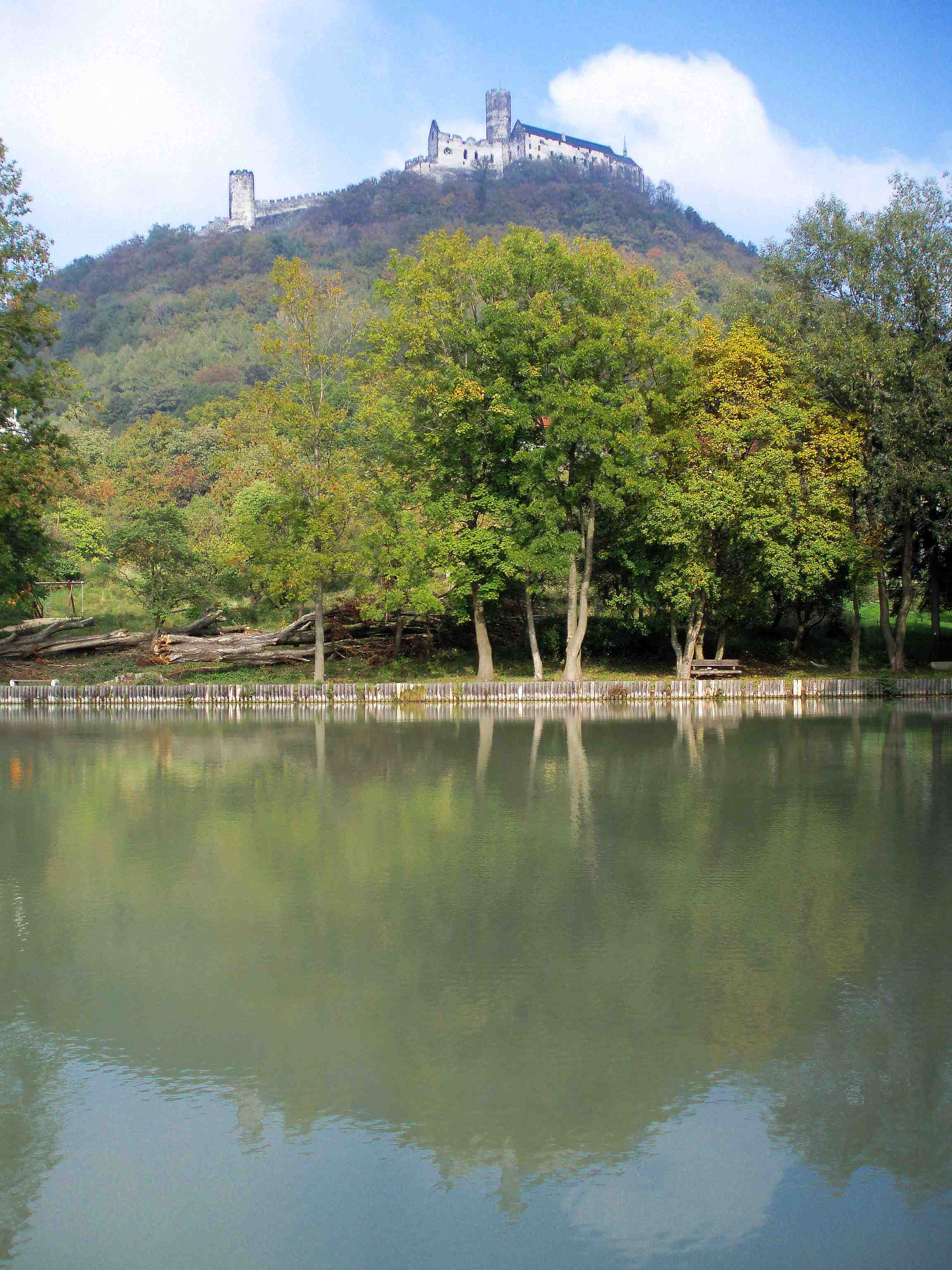
Blick auf die Burg vom Mácha-See
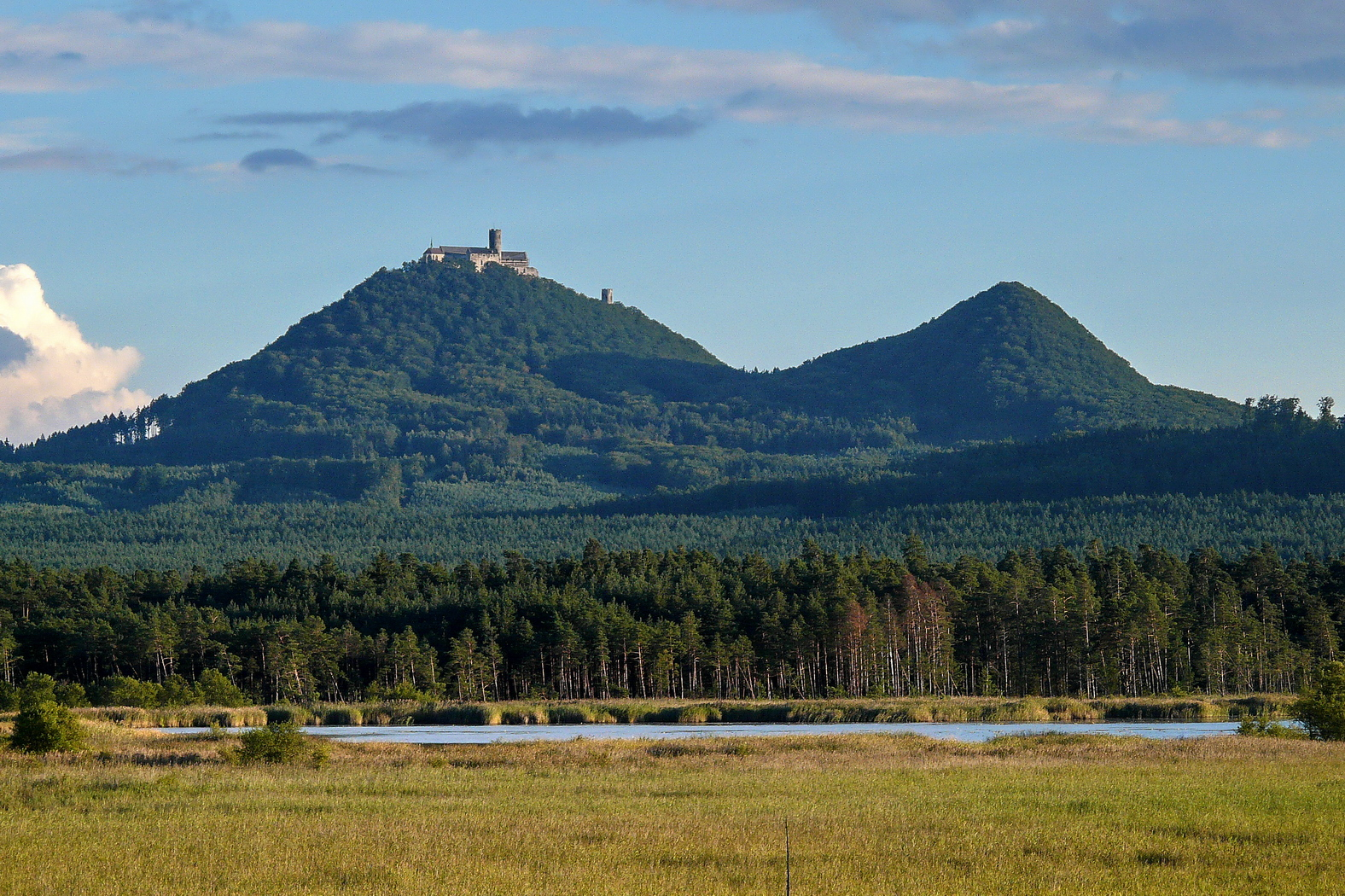
Nationales Naturreservat